# Siren (film)
Pour les articles homonymes, voir Siren.
Pour plus de détails, voir Fiche technique et Distribution.
Siren est un film d'épouvante britannique réalisé par Andrew Hull et sorti en 2010

## Synopsis
Ken et Rachel accompagnés de Marco aperçoivent un naufragé alors qu'ils sont en mer près d'une île. Ils le recueillent mais celui-ci tient des propos incompréhensibles et finit par succomber. La radio du bord ne fonctionne plus, les téléphones portables non plus et le bateau tombe en panne. Ils décident d'enterrer l'homme sur l'île, mais c'est alors qu’apparaît Silka, une jeune femme amnésique qui tente de séduire tout le monde et qui chante une énigmatique chanson semblant donner des hallucinations à ceux qui l'écoutent

## Fiche technique
- Réalisateur :   Andrew Hull
- Scénario :   Geoffrey Gunn  et  Andrew Hull
- Photographie :   Will Humphris
- Musique :   Michael Price
- Genre : épouvante
- Durée : 80 minutes
- Dates de sortie :
  - Royaume-Uni : 11 novembre 2010

## Distribution
- Eoin Macken  : Ken
- Anna Skellern  : Rachel
- Tereza Srbova  : Silka, la sirène
- Anthony Jabre  : Marco

## Autour du film
- Siren est le dernier long métrage d'Andrew Hull (en), celui-ci étant décédé peu après le tournage du film des suites d'une chute à vélo. Le générique du film lui rend d’ailleurs hommage.